# Валдлајнинген
Валдлајнинген (њем. Waldleiningen) општина је у њемачкој савезној држави Рајна-Палатинат. Једно је од 50 општинских средишта округа Кајзерслаутерн. Према процјени из 2010. у општини је живјело 421 становника. Посједује регионалну шифру (AGS) 7335048.

## Географски и демографски подаци
Валдлајнинген се налази у савезној држави Рајна-Палатинат у округу Кајзерслаутерн. Општина се налази на надморској висини од 290 метара. Површина општине износи 26,7 km². У самом мјесту је, према процјени из 2010. године, живјело 421 становника. Просјечна густина становништва износи 16 становника/km².